# مانويل ريفاس

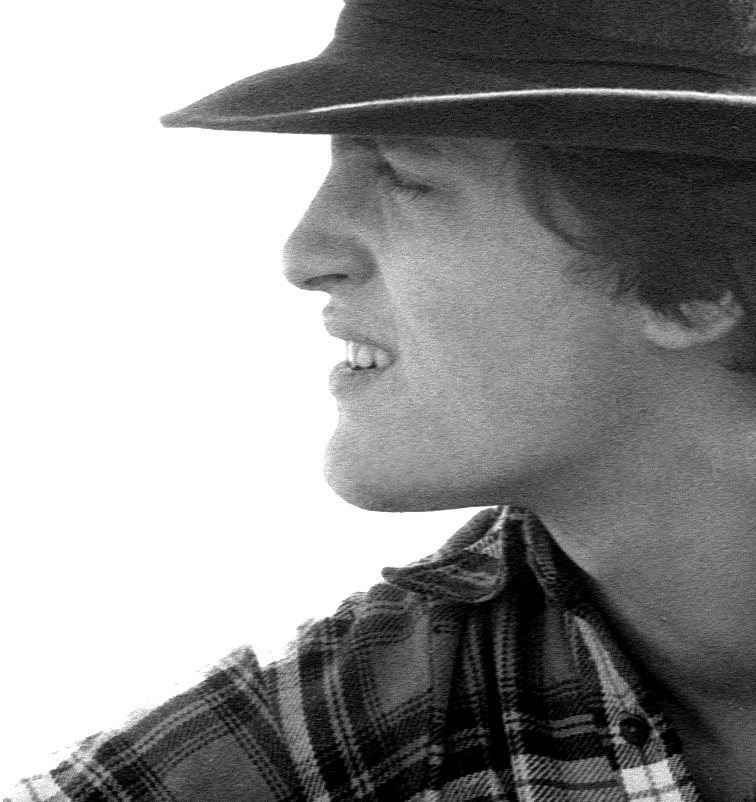
صورة من ثمانينيات القرن العشرين لمانويل ريفاس.

مانويل ريفاس باروس (من مواليد 26 أكتوبر 1957، في لاكورونيا) هو شاعر وكاتب وصحفي إسباني.
كتب أعماله الأدبية بلغته الأم، الجاليكية، وجل أعماله مترجم إلى الإسبانية. كما تُرجمت ونُشرت بالعديد من اللغات الأخرى، وحازت في إسبانيا على العديد من الجوائز الأدبية. كان جاليجيًا بحكم الأمر الواقع، وشارك في الحياة الفكرية والمدنية في جاليسيا. يكتب مقالات لمختلف الصحف ويساهم بانتظام في صحيفة إل باييس الإسبانية.